# Île Hinchinbrook (Queensland)
Ne doit pas être confondu avec Île Hinchinbrook (Alaska).
L'île Hinchinbrook (aussi appelée Pouandai par le peuple aborigène Biyaygiri) est une île australienne située dans la région de la Cassowary Coast et l'état du Queensland. Elle se trouve à l'est de Cardwell et au nord de Lucinda et est séparée de la côte nord-est du Queensland par l'étroit canal Hinchinbrook. L'île Hinchinbrook fait partie du parc marin de la Grande Barrière. Elle est entièrement protégée par le parc national de l'île Hinchinbrook, à l'exception d'une petite station balnéaire abandonnée. C'est la plus grande île de la Grande Barrière de corail ainsi que le plus grand parc national insulaire d'Australie,.

## Patrimoine naturel

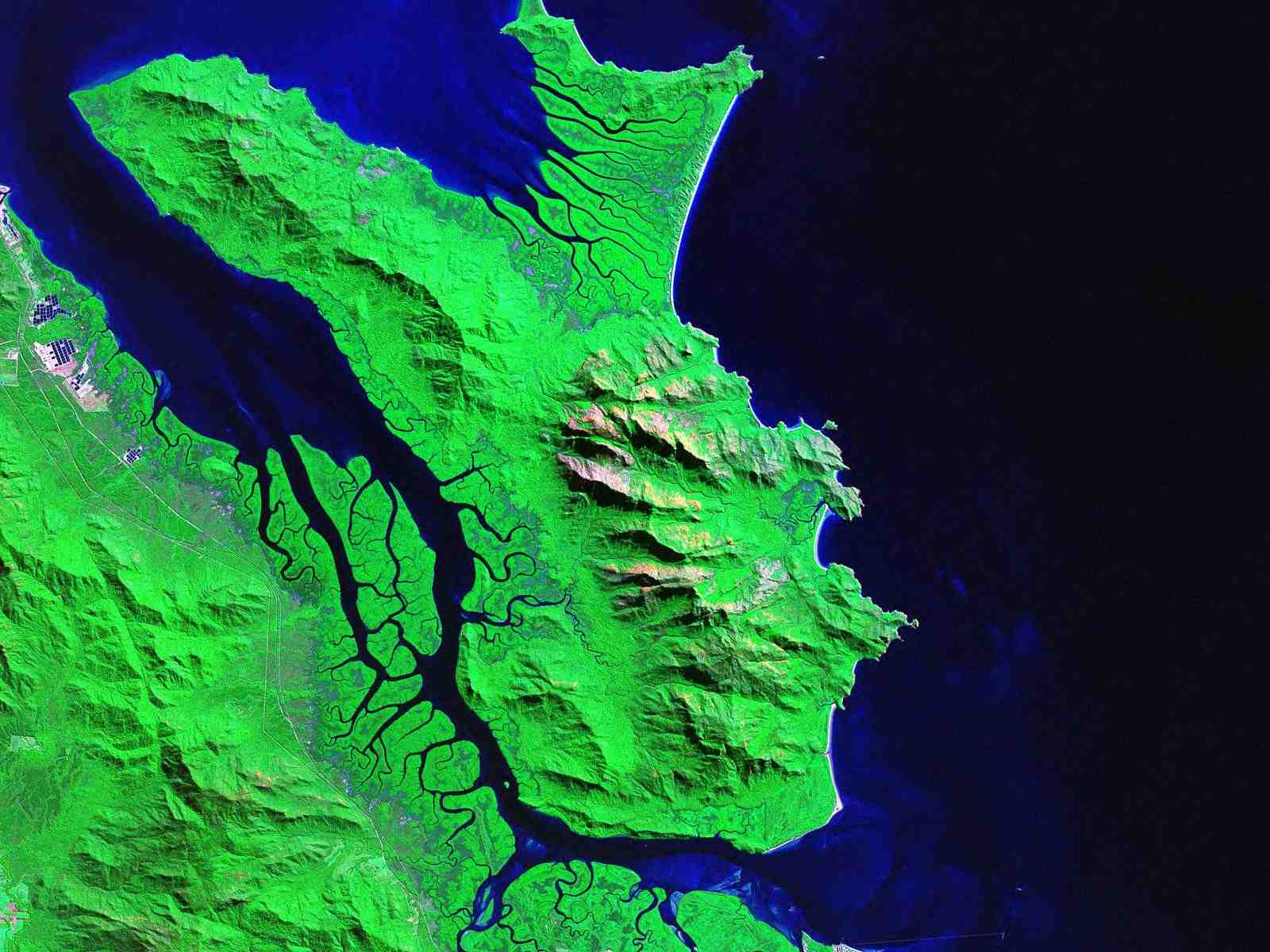
Image en fausses couleurs de l'île Hinchinbrook

L'île Hinchinbrook est constituée de roches magmatiques datant du Paléozoïque tardif. Le bloc plutonique de 16 km situé à l'est de l'île est composé de divers granites hypersolvus et empiète sur des roches volcaniques, des granodiorites et des granites,. On pense que l'île et les chaînes côtières ont été soulevées en blocs. Les affaissements qui se sont produits entre eux correspondent à la plaine côtière actuelle. Le sommet de l'île à la surface disséquée est formé par des roches plus anciennes qui ont été soulevées à environ 1 km au dessus du niveau de la mer. Le canal Hinchinbrook qui sépare l'île du continent est placé sous l'influence de failles.
Depuis la dernière période glaciaire, il y a 18 000 ans, le niveau de la mer s'est élevé. Autrefois, il n'y avait à cet endroit une importante chaîne côtière accidentée. Il ne reste plus aujourd'hui que l'île Hinchinbrook. A l'ouest, le canal Hinchinbrook est bordé de  mangroves  qui occupe une surface de 164 km2. Le canal correspond à la vallée de la rivière Herbert qui a été inondée lors de la dernière période glaciaire. L'île n'est séparée du continent qu'en période de haut niveau des mers comme aujourd'hui. On pense qu'il y a eu des liaisons terrestres sèches avec le continent pendant la majeure partie des derniers millions d'années. Plus à l'ouest, on trouve la forêt tropicale de l'escarpement de Cardwell Range. À l'est de l'île Hinchinbrook se trouvent la mer de Corail, le lagon de la Grande Barrière de Corail et la Grande Barrière de Corail  proprement dite.
Au nord de l'île Hinchinbrook, la baie de Rockingham abrite des îles continentales à la végétation dense, telles que l'île Jardin, l'île Goold , les îles Brook, les îles Familiales, l'île Bedarra  et l'île Dunk  à l'est de Mission Beach. Au sud de l'île Hinchinbrook, la chaîne Cardwell cède la place à la plaine inondable et au delta de la rivière Herbert.
La Missionary Bay est située à l'extrémité nord du parc national de l'île Hinchinbrook. Cette zone de grande biodiversité comprend 50 km² de mangrove sur son littoral. De nombreux botanistes pensent que les mangroves longeant la côte ouest de l'île sont les plus diversifiées d'Australie, on y a identifié 31 espèces différentes de palétuviers. Une zone de marée subhorizontale peu profonde présente de vastes herbiers marins au large pâturés par le dugong. Le courlis des plages prospère sur l'île car les véhicules y sont interdits contrairement aux plages du continent.

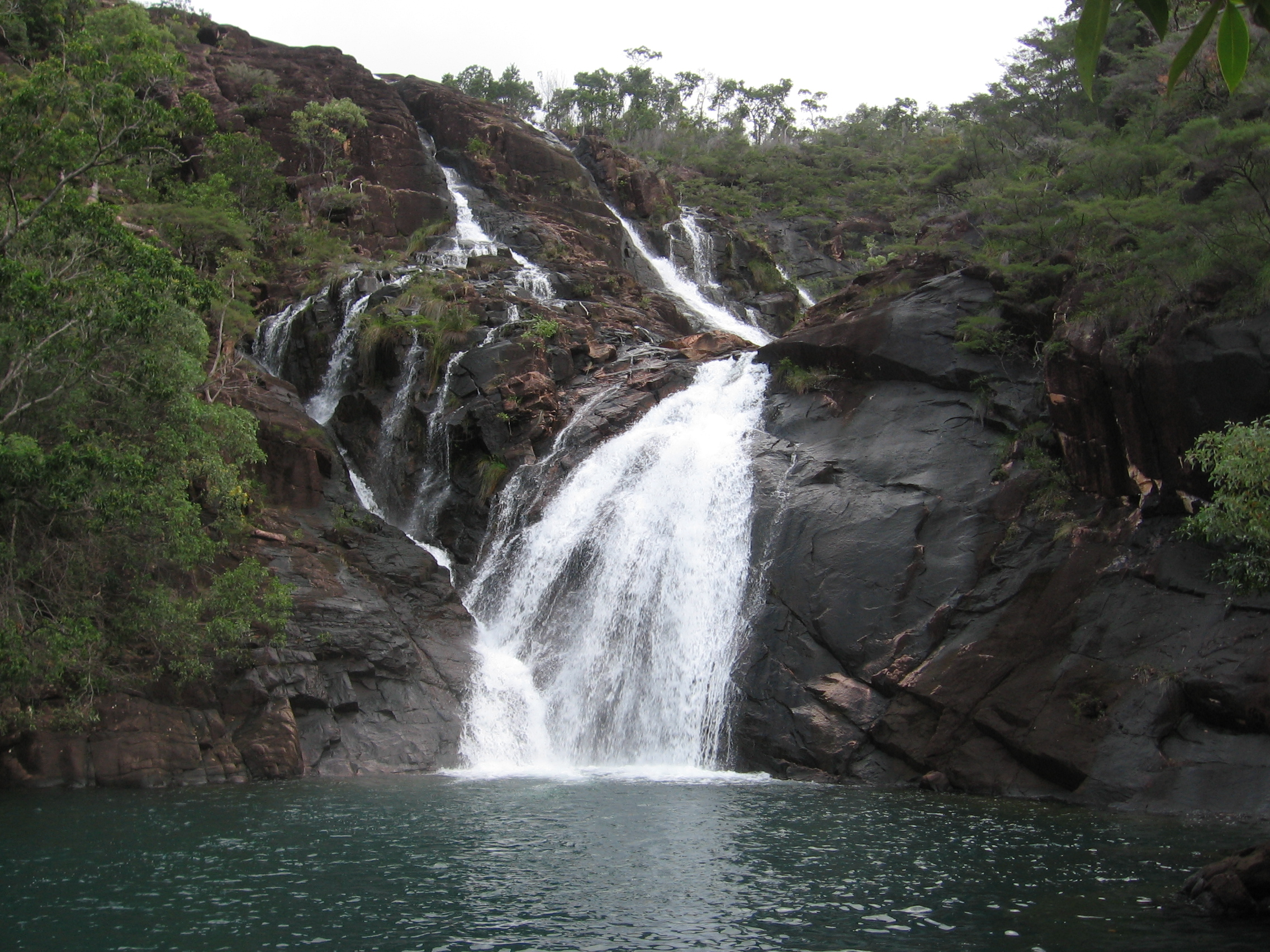
Chutes de Zoé

La côte Est de l'île Hinchinbrook est ponctuée d'affleurements rocheux, d'estuaires échancrés, de forêts, de plages et de dunes de sable. Les palétuviers poussent à proximité des cours d'eau douce. Sur la côte nord-est, à Ramsay Bay, un tombolo relie l'affleurement granitique du cap Sandwich à la partie principale de l'île. La largeur maximale de la barrière de sable est d'environ 1 km au nord et se réduit au sud à environ 100 à 200 mètres. La barrière, composée principalement de sables éoliens, s'étend par endroits sur plus de 30 mètres sous le niveau actuel de la mer. On pense qu'elle s'est formée en deux étapes, les dunes les plus anciennes ont été en partie noyées lors d'une transgression marine au début de l'Holocène (9500-6000 datation par le carbone 14 ) et la dernière génération de dunes se serait formée au cours des 900 dernières années.
L'île Hinchinbrook est décrite comme une terre sauvage et inhabitée au relief montagneux. La plus haute montagne de l'île est le mont Bowen  (1121 m). Les autres sommets notables sont le Thumb (981 m), le Mont Diamantina (953 m)  et le mont Straloch (922 m). La végétation est composée d'arbustes, de bruyères, de buissons et de forêts. L'île abrite de nombreuses espèces menacées, à la fois pour la flore et pour la faune, comme par exemple la rainette géante.

## Climat
L'île est placée sous l'influence d'un climat chaud à légèrement frais et sec pendant les mois d'hiver. La mousson d'été est humide et chaude, voire très chaude, et coïncide avec la saison des cyclones tropicaux. L'île n'est pas entourée de récifs, probablement à cause du ruissellement d'eau douce provenant de celle-ci.

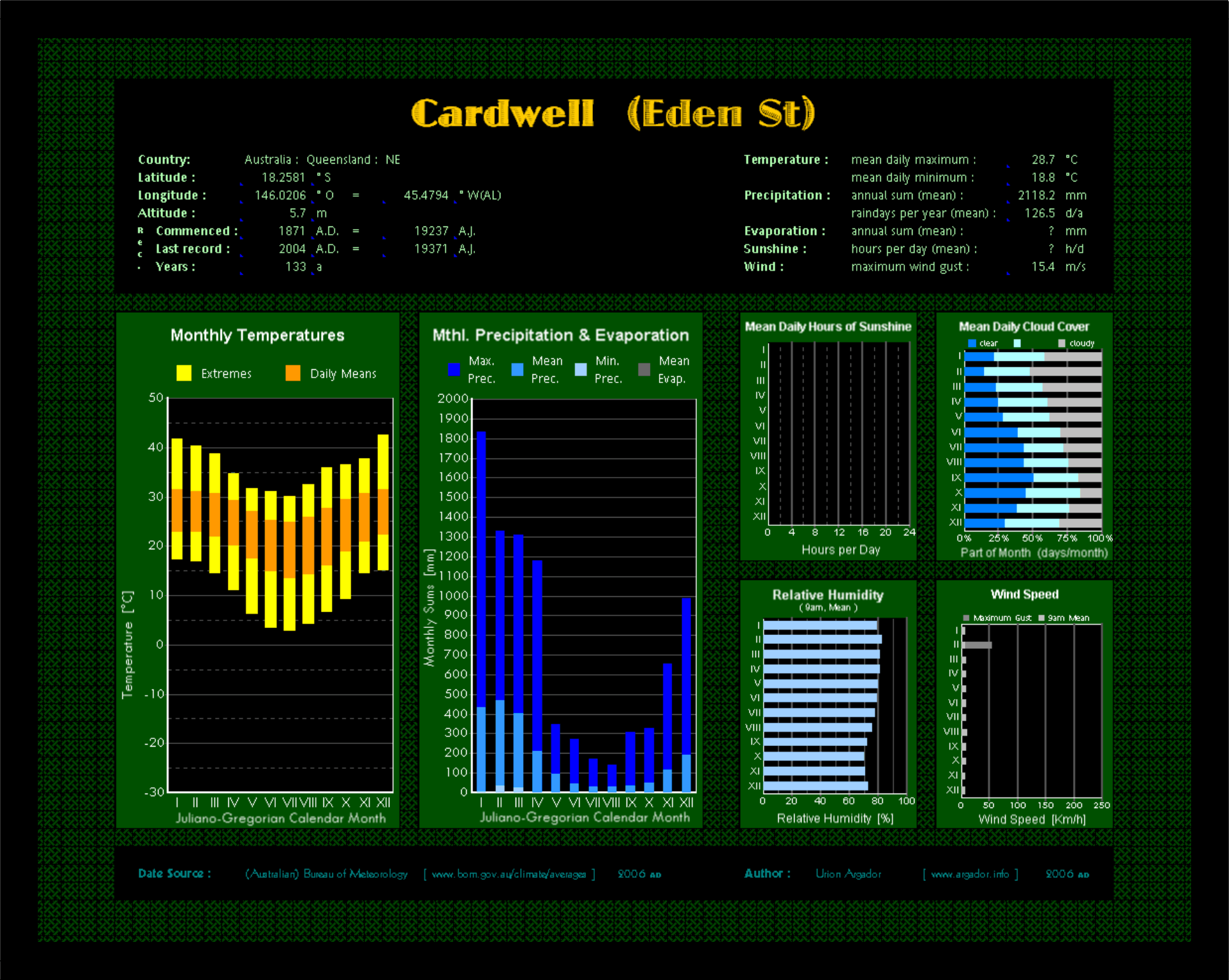
Le climat de Cardwell (notez le maximum de 2000 mm/an dans l'échelle des précipitations).

## Histoire

### Culture aborigène

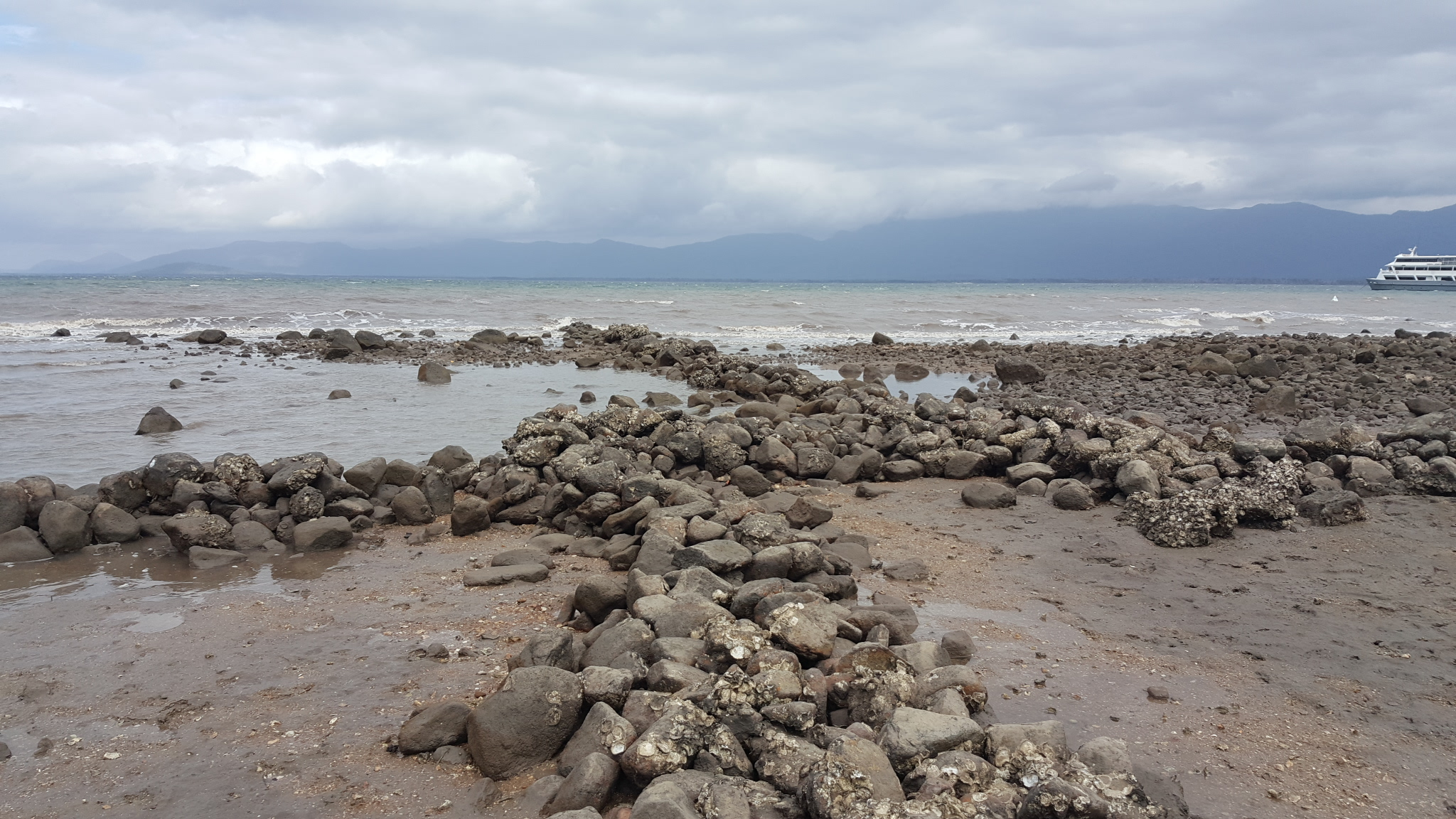
Pièges à poissons en pierre à Scraggy Point

L'île Hinchinbrook était appelée « Pouandai » par le peuple indigène Biyaygiri.
Le Warrgamay (aussi appelé Waragamai, Wargamay, Wargamaygan, Biyay ou Warakamai ) est une langue aborigène australienne du nord du Queensland. L'aire linguistique couvre les régions de la rivière Herbert, Ingham, Hawkins Creek, Long Pocket, Herbert Vale, Niagara Vale, Yamanic Creek, Herbert Gorge, Cardwell, Hinchinbrook Island et le territoire adjacent sur le  continent.
Les amas coquilliers et les pièges à poissons témoignent de l'activité des peuples autochtones. Le poisson était une importante source alimentaires pour les aborigènes de la région. Les pièges à poissons de pierre de Bandjin utilisaient le cycle des marées pour capturer des poissons mais aussi pour garder les prises vivantes pendant plusieurs jours. Parfois, les poissons pris dans les pièges étaient très nombreux. Ces poissons n'étaient alors ni tués ni mangés, mais simplement abandonnés aux oiseaux. Aujourd'hui, les poissons sont toujours capturés avec ces pièges et nourrissent aussi les oiseaux locaux.

### Colonisation européenne

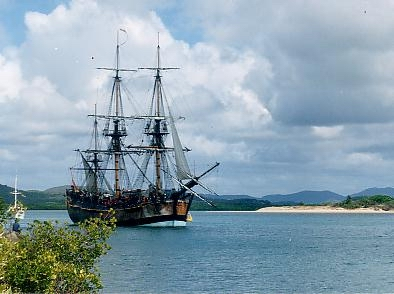
Réplique de l’Endeavour à Cooktown

En 1770, le capitaine britannique James Cook, navigant sur le HMS Endeavour, a croisé à l'est de l'île. Il a baptisé la montagne qu'il voyait « mont Hinchinbrook » sans se rendre compte qu'il s'agissait d'une île. Le lieutenant Phillip Parker King lors de son voyage d'arpentage en 1819 a soupçonné que cette montagne était séparée du continent mais n'a pas pu le vérifier. Ce n'est qu'en 1843, lorsque le capitaine Blackwood à bord du HMS Fly est resté deux semaines dans la région, que les Britanniques ont pu vérifier le caractère insulaire de la montagne. Ils lui ont alors donné le nom de « Hinchinbrook Island ». Ce nom vient de la demeure seigneuriale de Hinchingbrooke House, à Huntingdon, en Angleterre. En effet, John Montagu, le 4e comte de Sandwich, était le premier lord de l'Amirauté, et les dénominations des l'îles Hinchinbrook, Brampton et Montague dans les îles Sandwich du Sud témoignent de la gratitude des premiers explorateurs envers cette personnalité.
Les premiers contacts entre les navigateurs britanniques et les Biyaygiri ont été plutôt amicaux. Le lieutenant Jeffreys du HMS Kangaroo y débarqua en 1815 et le lieutenant PP King en 1819. Tous deux rapportèrent des relations pacifiques avec la population indigène. Au cours de son voyage de 1843, le capitaine Blackwood du HMS Fly a d'abord eu des relations apaisées avec les Biyaygiri, puis un conflit s'est installé et les marins ont été attaqués à coup de pierres. Un certain nombre d'insulaires ont été abattus à cette occasion.
Après la création en 1864 du canton de Cardwell sur la partie continentale située en face de Hinchinbrook, les relations avec les Biyaygiri se sont rapidement détériorées. En 1867, l'inspecteur de la police autochtone John Murray  a dirigé un groupe de colons et de soldats  pour une expédition d'un mois à travers l'île. Il a ramené des Aborigènes dans leur camp et les a interrogés pour obtenir des informations sur d'éventuels survivants du naufrage. En 1872, après le meurtre et la mutilation de deux pêcheurs blancs sur l'île voisine de Goold, une grande expédition dirigée par le sous-inspecteur Robert Arthur Johnstone a parcouru l'île de Hinchinbrook pour retrouver les coupables. Elle a capturé trois jeunes enfants aborigènes. À l'époque, un visiteur de Cardwell a rapporté que l'un de ces enfants avait été violé par les policiers et que les colons parlaient ouvertement « d'un massacre de camps entiers, non seulement des hommes, mais aussi des femmes et des enfants ». Du fait de ces incidents violents, la population de l'île Hichinbrook a été rapidement réduite à une poignée de survivants. Le révérend Edward Fuller a tenté d'établir une mission sur l'île en 1874 mais a été contraint d'y renoncer après avoir été informé des massacres. Il a déclaré n'avoir aperçu aucun Aborigène en neuf mois.

### Époque contemporaine
Au cours des décennies suivantes, les Européens se sont installés sur l'île Hinchinbrook. Leurs principales activités étaient la pêche, l'agriculture et l'exploitation minière. En 1932, l'île Hinchinbrook a reçu le statut de parc national,.
En 1942, pendant la Seconde Guerre mondiale, un bombardier américain B-24 Liberator de l'armée de l'air américaine s'est écrasé sur une montagne de l'île, le mont Straloch ; les 12 membres d'équipage ont été tués. Après la Seconde Guerre mondiale, la chasse commerciale aux crocodiles menée dans cette région a réduit leur population jusqu'à les faire quasiment disparaître dans les années 1960.

### Naufrage
En 2011, un pécheur a découvert l'épave d'une chaloupe de 30 m  sur les rives de la baie de Ramsay. On pense que  cette épave a environ 130 ans et qu'elle a été mise à jour par le cyclone Yasi.

## Culture
Le film L'île de Nim a été tourné en partie sur l'île en 2008.

## Tourisme

### Points d’intérêts et réglementations
L'île Hinchinbrook, le canal Hinchinbrook et la plaine côtière au sud du delta de la rivière Herbert (Lucinda) forment une écozone remarquable.
Le sentier de randonnée Thorsborne longe la côte est de l'île sur 32 km ; il faut compter 3 à 4 jours de marche pour le parcourir. On lui a donné ce nom en l'honneur des militants écologistes Arthur et Margaret Thorsborne.
Les activités nautiques sont les croisières touristiques, la voile, la pirogue à balancier, la natation, la plongée avec tuba et la plongée sous-marine. On peut faire du kayak de mer à l'est de l'île. À l'ouest, on trouve l'habitat des crocodiles marins.
Le camping sur l'île Hinchinbrook est très règlementé. Le nombre de visiteurs sur l'île est limité et il faut demander une autorisation spéciale pour pouvoir camper. Les feux de camp ne sont pas autorisés. L'objectif de ces restrictions est de préserver la biodiversité de l'île et de limiter la dégradation de l'environnement.

### Accès

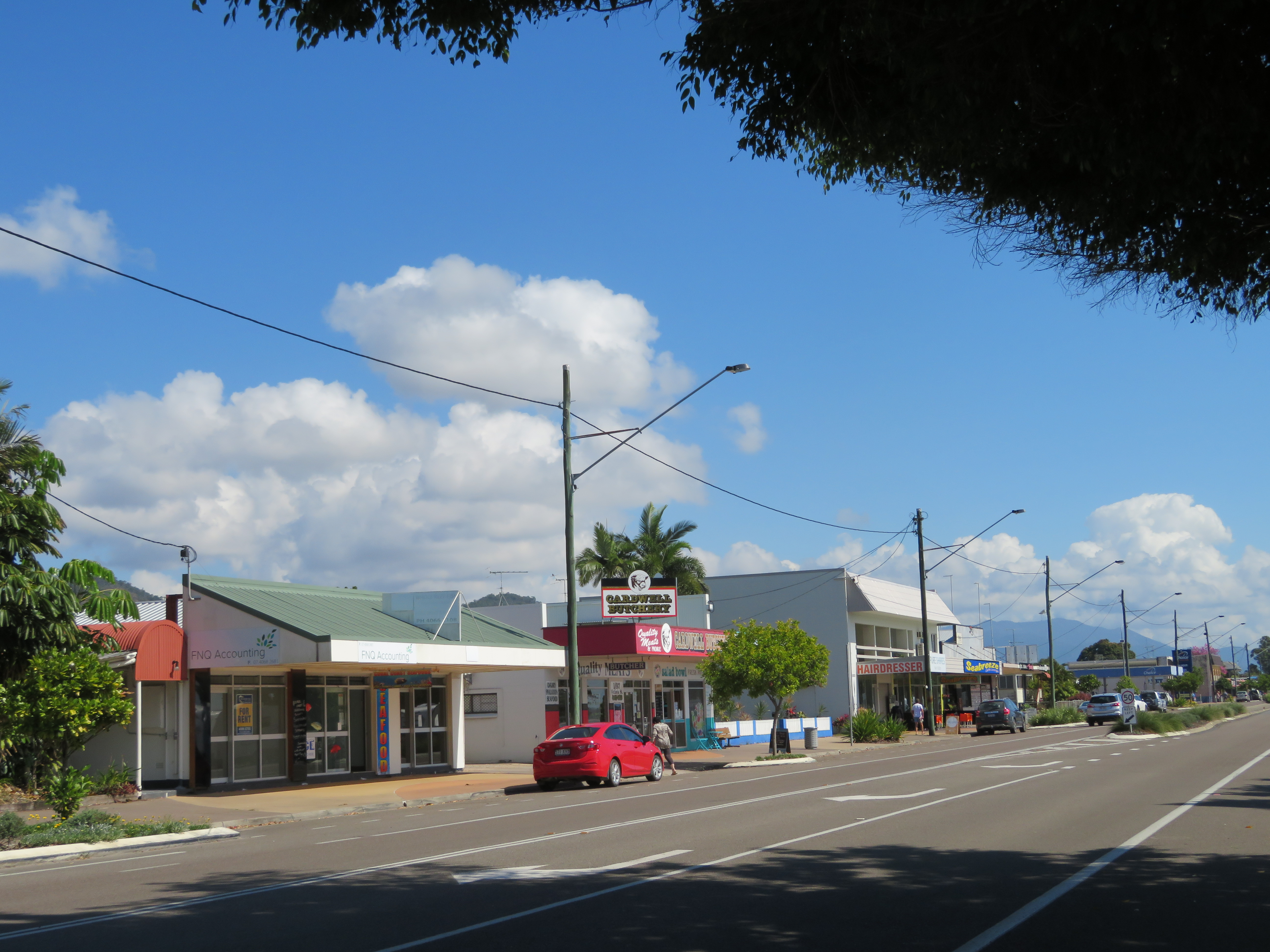
La Victoria Street à Cardwell

La Bruce Highway relie Townsville, Lucinda, Cardwell et Cairns. L'autoroute Bruce est aussi appelée « rue Victoria » dans la ville de Cardwell. Des services réguliers d'autocars partent de la zone de transit de Brasenose Street, Cardwell et Townsville Road à Ingham. Les centres de villégiature de Hinchinbrook et Helloworld à Ingham proposent des navettes de bus pour Townsville et retournent à Lucinda pour les randonneurs du Thorsborne Trail. La compagnie de train Queensland Rail propose des services réguliers en transit depuis la gare ferroviaire de Cardwell à Bowen Street.